# Cantón Chinchipe
Chinchipe es un cantón de la provincia de Zamora Chinchipe en Ecuador.  El alcalde actual para el período 2019-2023 es Ing. Alberto Jaramillo Núñez

## Información general
Los testimonios escritos acerca de las sociedades prehispánicas, que ocupaban la región sur oriental del Ecuador, son de los primeros cronistas españoles. Destacan entre estos datos tempranos contradictorios y a veces confusos, los de Juan Porcel, Diego Palomino, Pedro de Vergara, Pedro de Alvarado y Juan de Salinas que exploraron, conquistaron y fundaron ciudades en la región amazónica desde 1535. 
Existen menciones acerca de los grupos prehispánicos en: Cabello de Balboa, Salinas de Loyola, Pedro Cieza de León, Diego de Arcos y Alonso de Cabrera; así como otros documentos anónimos conservados en bibliotecas públicas y privadas. Un estudio de estas fuentes etnohistóricas, a la luz de los conocimientos etnográficos modernos fue realizado por C. Caillavet (1987) y A. C. Taylor (1991), cuyo análisis se expondrá más adelante.
Los primeros estudios arqueológicos científicos de la cuenca alta del Chinchipe, han sido realizados por Guffroy du Saulieu y Francisco Valdez (2001). 
El cantón Chinchipe es la principal conexión y entrada hacia el Perú, por medio del Puente Internacional La Balza que conecta con el IV Eje Vial y por ser el tradicional centro de cultivo de chonta y guayusa.

## Toponimia
CHINCHIPE. Río y cantón de la provincia de Zamora Chinchipe. Vamos a relatar algunos posibles orígenes y significado de la palabra Chinchipe, del cual toma nombre nuestro cantón y río. Modestamente he recopilado 4 posibles fuentes etnográficas y toponímicas.
1. Chinchipe era una pequeña parcialidad o tribu indígena que habitaba a orillas del río Chinchipe, del cual tomó su nombre. En el año de 1549 en una descripción de Jaén se menciona el pueblo de Chinchipe o Chenchipe por el Capitán español Diego Palomino en su Breve Relación de 1549, que se ubicaba a la orilla izquierda y un poco más debajo de la confluencia del río Chirinos con el grande de Chinchipe. En otra descripción de entre 1575-1580 mencionada por fray Martín Cuesta en su obra Jaén de Bracamoros tomo II, dice textualmente: “...que al hablar del pueblo Chinchipe, a 5 leguas de Jaén y 3 de Perico, encomendado al vecino de Jaén Benito de Borunda y ubicado más o menos cerca al actual Puerto Ciruelo, en la confluencia de la quebrada Guarandosa en el río Chinchipe, provincia de San Ignacio, Perú”. (Cuesta, Martín, 1984, pág. 278 tomo 2). En la página 283 de su obra sobre la despoblación de la provincia de Jaén y citada por Martín Cuesta tenemos los siguientes datos interesantes: “en 1561 el pueblo de Nehipe o Chinchipe 540 habitantes; en 1591, 15 habitantes y en 1606 solo 25 habitantes.
2. Este río toma el nombre de Mayo o Chuquimayo desde su nacimiento en la cordillera de Sabanilla, que pertenece al Ecuador.
3. Según Fausto Aguirre (1998: p.188) en su libro Toponimia de Zamora Chinchipe dice: “Chinchipe = nombre shuar que significa bejuco”.
4. En aguaruna chinchip = bejuco delgado que es rastrero.
5. Del adjetivo aguaruna chinchip = delgado, flaco, (se aplica a personas y animales).

## División política
El cantón está dividido políticamente, en 6 parroquias5 rurales y 1 urbana, las cuales son:
La parroquia urbana es:
- Zumba

Las parroquias rurales son:
- Chito
- El Chorro
- La Chonta
- Pucapamba
- San Andrés